# Alphabetische Liste der Asteroiden/A
| Alphabetische Liste der Asteroiden – A |                          |
| Nummer und Name                        | Gruppe / Typ             |
| (388282) ʻAkepa                        | Hauptgürtel              |
| (378002) ʻAkialoa                      | Hauptgürtel              |
| (7613) ʻAkikiki                        | Hauptgürtel              |
| (3192) A’Hearn                         | Hauptgürtel              |
| (274835) Aachen                        | Hauptgürtel              |
| (20813) Aakashshah                     | Hauptgürtel              |
| (26557) Aakritijain                    | Hauptgürtel              |
| (28698) Aakshi                         | Hauptgürtel              |
| (28828) Aalamiharandi                  | Hauptgürtel              |
| (33181) Aalokpatwa                     | Hauptgürtel              |
| (677) Aaltje                           | Hauptgürtel              |
| (2676) Aarhus                          | Hauptgürtel              |
| (129100) Aaronammons                   | Hauptgürtel              |
| (22656) Aaronburrows                   | Hauptgürtel              |
| (25677) Aaronenten                     | Hauptgürtel              |
| (11451) Aarongolden                    | Hauptgürtel              |
| (23113) Aaronhakim                     | Hauptgürtel              |
| (12553) Aaronritter                    | Hauptgürtel              |
| (13928) Aaronrogers                    | Hauptgürtel              |
| (21933) Aaronrozon                     | Hauptgürtel              |
| (29812) Aaronsolomon                   | Hauptgürtel              |
| (3277) Aaronson                        | Hauptgürtel              |
| (33448) Aaronyeiser                    | Hauptgürtel              |
| (9836) Aarseth                         | Hauptgürtel              |
| (2366) Aaryn                           | Hauptgürtel              |
| (3654) AAS                             | Hauptgürtel              |
| (864) Aase                             | Hauptgürtel              |
| (2678) Aavasaksa                       | Hauptgürtel              |
| (8900) AAVSO                           | Hauptgürtel              |
| (274302) Abaházi                       | Hauptgürtel              |
| (4466) Abai                            | Hauptgürtel              |
| (2722) Abalakin                        | Hauptgürtel              |
| (1581) Abanderada                      | Hauptgürtel              |
| (3480) Abante                          | Hauptgürtel              |
| (4263) Abashiri                        | Hauptgürtel              |
| (1390) Abastumani                      | Hauptgürtel              |
| (5224) Abbe                            | Hauptgürtel              |
| (17023) Abbott                         | Hauptgürtel              |
| (31631) Abbywilliams                   | Hauptgürtel              |
| (249010) Abdel-Samad                   | Hauptgürtel              |
| (15262) Abderhalden                    | Hauptgürtel              |
| (22638) Abdulla                        | Hauptgürtel              |
| (21483) Abdulrasool                    | Hauptgürtel              |
| (294600) Abedinabedin                  | Hauptgürtel              |
| (5379) Abehiroshi                      | Hauptgürtel              |
| (25410) Abejar                         | Hauptgürtel              |
| (7428) Abekuniomi                      | Hauptgürtel              |
| (3449) Abell                           | Hauptgürtel              |
| (28829) Abelsky                        | Hauptgürtel              |
| (8926) Abemasanao                      | Hauptgürtel              |
| (13624) Abeosamu                       | Hauptgürtel              |
| (5677) Aberdonia                       | Hauptgürtel              |
| (12787) Abetadashi                     | Hauptgürtel              |
| (2646) Abetti                          | Hauptgürtel              |
| (9172) Abhramu                         | Amor-Typ                 |
| (21411) Abifraeman                     | Hauptgürtel              |
| (15559) Abigailhines                   | Hauptgürtel              |
| (25422) Abigreene                      | Hauptgürtel              |
| (24838) Abilunon                       | Hauptgürtel              |
| (2671) Abkhazia                        | Hauptgürtel              |
| (5175) Ables                           | Hauptgürtel              |
| (456) Abnoba                           | Hauptgürtel              |
| (19488) Abramcoley                     | Hauptgürtel              |
| (9532) Abramenko                       | Hauptgürtel              |
| (3409) Abramov                         | Hauptgürtel              |
| (24520) Abramson                       | Hauptgürtel              |
| (32056) Abrarnadroo                    | Hauptgürtel              |
| (21850) Abshir                         | Hauptgürtel              |
| (6805) Abstracta                       | Hauptgürtel              |
| (9423) Abt                             | Hauptgürtel              |
| (31466) Abualhassan                    | Hauptgürtel              |
| (28831) Abu-Alshaikh                   | Hauptgürtel              |
| (23587) Abukumado                      | Hauptgürtel              |
| (79152) Abukumagawa                    | Hauptgürtel              |
| (16413) Abulghazi                      | Hauptgürtel              |
| (151) Abundantia                       | Hauptgürtel              |
| (23768) Abu-Rmaileh                    | Hauptgürtel              |
| (110300) Abusimbel                     | Hauptgürtel              |
| (8652) Acacia                          | Hauptgürtel              |
| (19524) Acaciacoleman                  | Hauptgürtel              |
| (829) Academia                         | Hauptgürtel              |
| (5547) Acadiau                         | Hauptgürtel              |
| (2594) Acamas                          | Jupiter-Trojaner         |
| (6349) Acapulco                        | Hauptgürtel              |
| (8833) Acer                            | Hauptgürtel              |
| (21501) Acevedo                        | Hauptgürtel              |
| (5126) Achaemenides                    | Jupiter-Trojaner         |
| (1150) Achaia                          | Hauptgürtel              |
| (24121) Achandran                      | Hauptgürtel              |
| (5144) Achates                         | Jupiter-Trojaner         |
| (588) Achilles                         | Jupiter-Trojaner         |
| (117430) Achosyx                       | Hauptgürtel              |
| (9084) Achristou                       | Hauptgürtel              |
| (22191) Achúcarro                      | Hauptgürtel              |
| (6522) Aci                             | Hauptgürtel              |
| (1821) Aconcagua                       | Hauptgürtel              |
| (29747) Acorlando                      | Hauptgürtel              |
| (18796) Acosta                         | Hauptgürtel              |
| (28779) Acthieke                       | Hauptgürtel              |
| (12238) Actor                          | Jupiter-Trojaner         |
| (12628) Acworthorr                     | Hauptgürtel              |
| (523) Ada                              | Hauptgürtel              |
| (7803) Adachi                          | Hauptgürtel              |
| (330) Adalberta                        | Hauptgürtel              |
| (232923) Adalovelace                   | Hauptgürtel              |
| (6461) Adam                            | Hauptgürtel              |
| (172525) Adamblock                     | Hauptgürtel              |
| (28554) Adambowman                     | Hauptgürtel              |
| (26737) Adambradley                    | Hauptgürtel              |
| (4535) Adamcarolla                     | Hauptgürtel              |
| (13286) Adamchauvin                    | Hauptgürtel              |
| (10588) Adamcrandall                   | Hauptgürtel              |
| (11685) Adamcurry                      | Hauptgürtel              |
| (23306) Adamfields                     | Hauptgürtel              |
| (6146) Adamkrafft                      | Hauptgürtel              |
| (15421) Adammalin                      | Hauptgürtel              |
| (6537) Adamovich                       | Hauptgürtel              |
| (13434) Adamquade                      | Hauptgürtel              |
| (7655) Adamries                        | Hauptgürtel              |
| (236305) Adamriess                     | Hauptgürtel              |
| (1996) Adams                           | Hauptgürtel              |
| (18142) Adamsidman                     | Hauptgürtel              |
| (12838) Adamsmith                      | Hauptgürtel              |
| (22551) Adamsolomon                    | Hauptgürtel              |
| (18413) Adamspencer                    | Hauptgürtel              |
| (20503) Adamtazi                       | Hauptgürtel              |
| (101432) Adamwest                      | Hauptgürtel              |
| (18084) Adamwohl                       | Hauptgürtel              |
| (6757) Addibischoff                    | Hauptgürtel              |
| (19444) Addicott                       | Hauptgürtel              |
| (27286) Adedmondson                    | Hauptgürtel              |
| (525) Adelaide                         | Hauptgürtel              |
| (812) Adele                            | Hauptgürtel              |
| (647) Adelgunde                        | Hauptgürtel              |
| (276) Adelheid                         | Hauptgürtel              |
| (26386) Adelinacozma                   | Hauptgürtel              |
| (229) Adelinda                         | Hauptgürtel              |
| (60001) Adélka                         | Hauptgürtel              |
| (145) Adeona                           | Hauptgürtel              |
| (175166) Adirondack                    | Hauptgürtel              |
| (25642) Adiseshan                      | Hauptgürtel              |
| (4401) Aditi                           | Amor-Typ                 |
| (30175) Adityajain                     | Hauptgürtel              |
| (31899) Adityamohan                    | Hauptgürtel              |
| (24238) Adkerson                       | Hauptgürtel              |
| (11519) Adler                          | Hauptgürtel              |
| (398) Admete                           | Hauptgürtel              |
| (85030) Admetos                        | Jupiter-Trojaner         |
| (17806) Adolfborn                      | Hauptgürtel              |
| (608) Adolfine                         | Hauptgürtel              |
| (20256) Adolfneckař                    | Hauptgürtel              |
| (166570) Adolfträger                   | Hauptgürtel              |
| (2101) Adonis                          | Apollo-Typ               |
| (268) Adorea                           | Hauptgürtel              |
| (21029) Adorno                         | Hauptgürtel              |
| (239) Adrastea                         | Hauptgürtel              |
| (143) Adria                            | Hauptgürtel              |
| (820) Adriana                          | Hauptgürtel              |
| (121236) Adrianagutierrez              | Hauptgürtel              |
| (32008) Adriángalád                    | Hauptgürtel              |
| (163255) Adrianhill                    | Hauptgürtel              |
| (21758) Adrianveres                    | Hauptgürtel              |
| (6530) Adry                            | Hauptgürtel              |
| (3646) Aduatiques                      | Hauptgürtel              |
| (31474) Advaithanand                   | Hauptgürtel              |
| (23017) Advincula                      | Hauptgürtel              |
| (1903) Adzhimushkaj                    | Hauptgürtel              |
| (10237) Adzic                          | Hauptgürtel              |
| (15420) Aedouglass                     | Hauptgürtel              |
| (91) Aegina                            | Hauptgürtel              |
| (96) Aegle                             | Hauptgürtel              |
| (2401) Aehlita                         | Hauptgürtel              |
| (159) Aemilia                          | Hauptgürtel              |
| (1155) Aënna                           | Hauptgürtel              |
| (10175) Aenona                         | Hauptgürtel              |
| (396) Aeolia                           | Hauptgürtel              |
| (264476) Aepic                         | Hauptgürtel              |
| (369) Aëria                            | Hauptgürtel              |
| (2876) Aeschylus                       | Hauptgürtel              |
| (1027) Aesculapia                      | Hauptgürtel              |
| (12608) Aesop                          | Hauptgürtel              |
| (446) Aeternitas                       | Hauptgürtel              |
| (132) Aethra                           | Marsbahnkreuzer          |
| (1064) Aethusa                         | Hauptgürtel              |
| (1142) Aetolia                         | Hauptgürtel              |
| (22993) Aferrari                       | Hauptgürtel              |
| (15467) Aflorsch                       | Hauptgürtel              |
| (1187) Afra                            | Hauptgürtel              |
| (1193) Africa                          | Hauptgürtel              |
| (6391) Africano                        | Hauptgürtel              |
| (3326) Agafonikov                      | Hauptgürtel              |
| (14042) Agafonov                       | Hauptgürtel              |
| (911) Agamemnon                        | Jupiter-Trojaner         |
| (5023) Agapenor                        | Jupiter-Trojaner         |
| (2267) Agassiz                         | Hauptgürtel              |
| (13185) Agasthenes                     | Jupiter-Trojaner         |
| (221908) Agastrophus                   | Jupiter-Trojaner         |
| (111570) Ágasvár                       | Hauptgürtel              |
| (7366) Agata                           | Hauptgürtel              |
| (228) Agathe                           | Hauptgürtel              |
| (3862) Agekian                         | Hauptgürtel              |
| (4722) Agelaos                         | Jupiter-Trojaner         |
| (2470) Agematsu                        | Hauptgürtel              |
| (1873) Agenor                          | Jupiter-Trojaner         |
| (7137) Ageo                            | Hauptgürtel              |
| (27072) Aggarwal                       | Hauptgürtel              |
| (152533) Aggas                         | Hauptgürtel              |
| (21009) Agilkia                        | Hauptgürtel              |
| (4392) Agita                           | Hauptgürtel              |
| (47) Aglaja                            | Hauptgürtel              |
| (641) Agnes                            | Hauptgürtel              |
| (118214) Agnesediboemia                | Hauptgürtel              |
| (16765) Agnesi                         | Hauptgürtel              |
| (49109) Agnesraab                      | Hauptgürtel              |
| (398188) Agni                          | Aten-Typ                 |
| (847) Agnia                            | Hauptgürtel              |
| (12848) Agostino                       | Hauptgürtel              |
| (9503) Agrawain                        | Hauptgürtel              |
| (3212) Agricola                        | Hauptgürtel              |
| (15372) Agrigento                      | Hauptgürtel              |
| (645) Agrippina                        | Hauptgürtel              |
| (8241) Agrius                          | Jupiter-Trojaner         |
| (135978) Agüeros                       | Hauptgürtel              |
| (1800) Aguilar                         | Hauptgürtel              |
| (744) Aguntina                         | Hauptgürtel              |
| (17984) Ahantonioli                    | Hauptgürtel              |
| (21435) Aharon                         | Hauptgürtel              |
| (24761) Ahau                           | Apollo-Typ               |
| (21400) Ahdout                         | Hauptgürtel              |
| (3192) A’Hearn                         | Hauptgürtel              |
| (25638) Ahissar                        | Hauptgürtel              |
| (11305) Ahlqvist                       | Hauptgürtel              |
| (16113) Ahmed                          | Hauptgürtel              |
| (15155) Ahn                            | Hauptgürtel              |
| (3181) Ahnert                          | Hauptgürtel              |
| (2395) Aho                             | Hauptgürtel              |
| (950) Ahrensa                          | Hauptgürtel              |
| (2826) Ahti                            | Hauptgürtel              |
| (5908) Aichi                           | Hauptgürtel              |
| (861) Aïda                             | Hauptgürtel              |
| (92097) Aidai                          | Hauptgürtel              |
| (978) Aidamina                         | Hauptgürtel              |
| (31192) Aigoual                        | Hauptgürtel              |
| (1918) Aiguillon                       | Hauptgürtel              |
| (39860) Aiguoxiang                     | Hauptgürtel              |
| (19913) Aigyptios                      | Jupiter-Trojaner         |
| (26199) Aileenperry                    | Hauptgürtel              |
| (28950) Ailisdooner                    | Hauptgürtel              |
| (280652) Aimaku                        | Hauptgürtel              |
| (24032) Aimeemcarthy                   | Hauptgürtel              |
| (10853) Aimoto                         | Hauptgürtel              |
| (4585) Ainonai                         | Hauptgürtel              |
| (16713) Airashi                        | Hauptgürtel              |
| (11104) Airion                         | Hauptgürtel              |
| (17314) Aisakos                        | Jupiter-Trojaner         |
| (3584) Aisha                           | Hauptgürtel              |
| (28484) Aishwarya                      | Hauptgürtel              |
| (1568) Aisleen                         | Hauptgürtel              |
| (28317) Aislinndeely                   | Hauptgürtel              |
| (231666) Aisymnos                      | Jupiter-Trojaner         |
| (3070) Aitken                          | Hauptgürtel              |
| (3787) Aivazovskij                     | Hauptgürtel              |
| (83598) Aiweiwei                       | Hauptgürtel              |
| (31469) Aizawa                         | Hauptgürtel              |
| (5458) Aizman                          | Hauptgürtel              |
| (14701) Aizu                           | Hauptgürtel              |
| (14820) Aizuyaichi                     | Hauptgürtel              |
| (1404) Ajax                            | Jupiter-Trojaner         |
| (30055) Ajaysaini                      | Hauptgürtel              |
| (19564) Ajburnetti                     | Hauptgürtel              |
| (8046) Ajiki                           | Hauptgürtel              |
| (26544) Ajjarapu                       | Hauptgürtel              |
| (249302) Ajoie                         | Hauptgürtel              |
| (22619) Ajscheetz                      | Hauptgürtel              |
| (175562) Ajsingh                       | Hauptgürtel              |
| (16999) Ajstewart                      | Hauptgürtel              |
| (6422) Akagi                           | Hauptgürtel              |
| (21033) Akahirakiyozo                  | Hauptgürtel              |
| (53157) Akaishidake                    | Hauptgürtel              |
| (4584) Akan                            | Hauptgürtel              |
| (28832) Akana                          | Hauptgürtel              |
| (5741) Akanemaruta                     | Hauptgürtel              |
| (19197) Akasaki                        | Hauptgürtel              |
| (7418) Akasegawa                       | Hauptgürtel              |
| (5881) Akashi                          | Hauptgürtel              |
| (4949) Akasofu                         | Hauptgürtel              |
| (24965) Akayu                          | Hauptgürtel              |
| (30195) Akdemir                        | Hauptgürtel              |
| (11533) Akebäck                        | Hauptgürtel              |
| (8686) Akenside                        | Hauptgürtel              |
| (11306) Åkesson                        | Hauptgürtel              |
| (326290) Akhenaten                     | Aten-Typ                 |
| (25966) Akhilmathew                    | Hauptgürtel              |
| (3067) Akhmatova                       | Hauptgürtel              |
| (5101) Akhmerov                        | Hauptgürtel              |
| (35093) Akicity                        | Hauptgürtel              |
| (13691) Akie                           | Hauptgürtel              |
| (23727) Akihasan                       | Hauptgürtel              |
| (16518) Akihikoito                     | Hauptgürtel              |
| (7830) Akihikotago                     | Hauptgürtel              |
| (5355) Akihiro                         | Hauptgürtel              |
| (8047) Akikinoshita                    | Hauptgürtel              |
| (9985) Akiko                           | Hauptgürtel              |
| (23895) Akikonakamura                  | Hauptgürtel              |
| (8321) Akim                            | Hauptgürtel              |
| (10633) Akimasa                        | Hauptgürtel              |
| (11928) Akimotohiro                    | Hauptgürtel              |
| (4521) Akimov                          | Hauptgürtel              |
| (6658) Akiraabe                        | Hauptgürtel              |
| (3872) Akirafujii                      | Hauptgürtel              |
| (5782) Akirafujiwara                   | Hauptgürtel              |
| (55223) Akiraifukube                   | Hauptgürtel              |
| (8187) Akiramisawa                     | Hauptgürtel              |
| (8232) Akiramizuno                     | Hauptgürtel              |
| (9865) Akiraohta                       | Hauptgürtel              |
| (87312) Akirasuzuki                    | Hauptgürtel              |
| (37729) Akiratakao                     | Hauptgürtel              |
| (8182) Akita                           | Hauptgürtel              |
| (10727) Akitsushima                    | Hauptgürtel              |
| (2153) Akiyama                         | Hauptgürtel              |
| (6792) Akiyamatakashi                  | Hauptgürtel              |
| (15868) Akiyoshidai                    | Hauptgürtel              |
| (8034) Akka                            | Amor-Typ                 |
| (5679) Akkado                          | Hauptgürtel              |
| (4797) Ako                             | Hauptgürtel              |
| (9549) Akplatonov                      | Hauptgürtel              |
| (23975) Akran                          | Hauptgürtel              |
| (26447) Akrishnan                      | Hauptgürtel              |
| (4777) Aksenov                         | Hauptgürtel              |
| (2067) Aksnes                          | Hauptgürtel              |
| (7385) Aktsynovia                      | Hauptgürtel              |
| (10164) Akusekijima                    | Hauptgürtel              |
| (31470) Alagappan                      | Hauptgürtel              |
| (738) Alagasta                         | Hauptgürtel              |
| (260508) Alagna                        | Hauptgürtel              |
| (1969) Alain                           | Hauptgürtel              |
| (34304) Alainagarza                    | Hauptgürtel              |
| (13534) Alain-Fournier                 | Hauptgürtel              |
| (24988) Alainmilsztajn                 | Hauptgürtel              |
| (2927) Alamosa                         | Hauptgürtel              |
| (15131) Alanalda                       | Hauptgürtel              |
| (14158) Alananderson                   | Hauptgürtel              |
| (29137) Alanboss                       | Hauptgürtel              |
| (9291) Alanburdick                     | Hauptgürtel              |
| (4420) Alandreev                       | Hauptgürtel              |
| (4151) Alanhale                        | Hauptgürtel              |
| (20259) Alanhoffman                    | Hauptgürtel              |
| (24898) Alanholmes                     | Hauptgürtel              |
| (327030) Alanmaclure                   | Hauptgürtel              |
| (6227) Alanrubin                       | Hauptgürtel              |
| (25979) Alansage                       | Hauptgürtel              |
| (17225) Alanschorn                     | Hauptgürtel              |
| (20341) Alanstack                      | Hauptgürtel              |
| (342764) Alantitus                     | Hauptgürtel              |
| (21330) Alanwhitman                    | Hauptgürtel              |
| (2500) Alascattalo                     | Hauptgürtel              |
| (19148) Alaska                         | Hauptgürtel              |
| (200069) Alastor                       | Jupiter-Trojaner         |
| (702) Alauda                           | Hauptgürtel              |
| (5576) Albanese                        | Hauptgürtel              |
| (111468) Alba Regia                    | Hauptgürtel              |
| (31468) Albastaki                      | Hauptgürtel              |
| (10051) Albee                          | Marsbahnkreuzer          |
| (8439) Albellus                        | Hauptgürtel              |
| (10186) Albéniz                        | Hauptgürtel              |
| (719) Albert                           | Amor-Typ                 |
| (85168) Albertacentenary               | Hauptgürtel              |
| (26462) Albertcui                      | Hauptgürtel              |
| (1290) Albertine                       | Hauptgürtel              |
| (10950) Albertjansen                   | Hauptgürtel              |
| (19718) Albertjarvis                   | Hauptgürtel              |
| (58373) Albertoalonso                  | Hauptgürtel              |
| (80652) Albertoangela                  | Hauptgürtel              |
| (21395) Albertofilho                   | Hauptgürtel              |
| (83657) Albertosordi                   | Hauptgürtel              |
| (60406) Albertosuci                    | Hauptgürtel              |
| (21413) Albertsao                      | Hauptgürtel              |
| (21623) Albertshieh                    | Hauptgürtel              |
| (20006) Albertus Magnus                | Hauptgürtel              |
| (15619) Albertwu                       | Hauptgürtel              |
| (175419) Albiesachs                    | Hauptgürtel              |
| (8594) Albifrons                       | Hauptgürtel              |
| (2697) Albina                          | Hauptgürtel              |
| (8005) Albinadubois                    | Hauptgürtel              |
| (7903) Albinoni                        | Hauptgürtel              |
| (15760) Albion                         | Transneptunisches Objekt |
| (9936) Al-Biruni                       | Hauptgürtel              |
| (7671) Albis                           | Hauptgürtel              |
| (344581) Albisetti                     | Hauptgürtel              |
| (1783) Albitskij                       | Hauptgürtel              |
| (10656) Albrecht                       | Hauptgürtel              |
| (34281) Albritton                      | Hauptgürtel              |
| (12607) Alcaeus                        | Hauptgürtel              |
| (2241) Alcathous                       | Jupiter-Trojaner         |
| (8596) Alchata                         | Hauptgürtel              |
| (13498) Al Chwarizmi                   | Hauptgürtel              |
| (8549) Alcide                          | Hauptgürtel              |
| (360072) Alcimedon                     | Jupiter-Trojaner         |
| (11428) Alcinoos                       | Jupiter-Trojaner         |
| (3174) Alcock                          | Hauptgürtel              |
| (22899) Alconrad                       | Hauptgürtel              |
| (16645) Aldalara                       | Hauptgürtel              |
| (44103) Aldana                         | Hauptgürtel              |
| (13004) Aldaz                          | Hauptgürtel              |
| (2941) Alden                           | Hauptgürtel              |
| (17921) Aldeobaldia                    | Hauptgürtel              |
| (26533) Aldering                       | Hauptgürtel              |
| (17019) Aldo                           | Hauptgürtel              |
| (10758) Aldoushuxley                   | Hauptgürtel              |
| (6470) Aldrin                          | Hauptgürtel              |
| (14832) Alechinsky                     | Hauptgürtel              |
| (33413) Alecsun                        | Hauptgürtel              |
| (15379) Alefranz                       | Hauptgürtel              |
| (23436) Alekfursenko                   | Hauptgürtel              |
| (1909) Alekhin                         | Hauptgürtel              |
| (7222) Alekperov                       | Hauptgürtel              |
| (2711) Aleksandrov                     | Hauptgürtel              |
| (9933) Alekseev                        | Hauptgürtel              |
| (9533) Aleksejleonov                   | Hauptgürtel              |
| (7910) Aleksola                        | Hauptgürtel              |
| (465) Alekto                           | Hauptgürtel              |
| (418) Alemannia                        | Hauptgürtel              |
| (82153) Alemigliorini                  | Hauptgürtel              |
| (12061) Alena                          | Hauptgürtel              |
| (22842) Alenashort                     | Hauptgürtel              |
| (58682) Alenašolcová                   | Hauptgürtel              |
| (16683) Alepieri                       | Hauptgürtel              |
| (13128) Aleppo                         | Hauptgürtel              |
| (5185) Alerossi                        | Hauptgürtel              |
| (70745) Aleserpieri                    | Hauptgürtel              |
| (185039) Alessiapossenti               | Hauptgürtel              |
| (78309) Alessielisa                    | Hauptgürtel              |
| (243381) Alessio                       | Hauptgürtel              |
| (13704) Aletesi                        | Hauptgürtel              |
| (259) Aletheia                         | Hauptgürtel              |
| (1194) Aletta                          | Hauptgürtel              |
| (69231) Alettajacobs                   | Hauptgürtel              |
| (3367) Alex                            | Hauptgürtel              |
| (21422) Alexacarey                     | Hauptgürtel              |
| (22942) Alexacourtis                   | Hauptgürtel              |
| (296907) Alexander                     | Hauptgürtel              |
| (50428) Alexanderdessler               | Hauptgürtel              |
| (190617) Alexandergerst                | Hauptgürtel              |
| (25426) Alexanderkim                   | Hauptgürtel              |
| (30310) Alexanderlin                   | Hauptgürtel              |
| (7660) Alexanderwilson                 | Hauptgürtel              |
| (25645) Alexanderyan                   | Hauptgürtel              |
| (54) Alexandra                         | Hauptgürtel              |
| (346261) Alexandrescu                  | Hauptgürtel              |
| (8969) Alexandrinus                    | Hauptgürtel              |
| (32768) Alexandripatov                 | Hauptgürtel              |
| (21986) Alexanduribe                   | Hauptgürtel              |
| (218866) Alexantioch                   | Hauptgürtel              |
| (17073) Alexblank                      | Hauptgürtel              |
| (28453) Alexcecil                      | Hauptgürtel              |
| (21461) Alexchernyak                   | Hauptgürtel              |
| (23162) Alexcrook                      | Hauptgürtel              |
| (3771) Alexejtolstoj                   | Hauptgürtel              |
| (263516) Alexescu                      | Hauptgürtel              |
| (17193) Alexeybaran                    | Hauptgürtel              |
| (14220) Alexgibbs                      | Hauptgürtel              |
| (333717) Alexgreaves                   | Hauptgürtel              |
| (24130) Alexhuang                      | Hauptgürtel              |
| (31951) Alexisallen                    | Hauptgürtel              |
| (17119) Alexisrodrz                    | Hauptgürtel              |
| (31389) Alexkaplan                     | Hauptgürtel              |
| (15021) Alexkardon                     | Hauptgürtel              |
| (25701) Alexkeeler                     | Hauptgürtel              |
| (9321) Alexkonopliv                    | Hauptgürtel              |
| (15032) Alexlevin                      | Hauptgürtel              |
| (321453) Alexmarieann                  | Hauptgürtel              |
| (129068) Alexmay                       | Hauptgürtel              |
| (14335) Alexosipov                     | Hauptgürtel              |
| (345842) Alexparker                    | Hauptgürtel              |
| (28444) Alexrabii                      | Hauptgürtel              |
| (23307) Alexramek                      | Hauptgürtel              |
| (11781) Alexroberts                    | Hauptgürtel              |
| (30190) Alexshelby                     | Hauptgürtel              |
| (24608) Alexveselkov                   | Hauptgürtel              |
| (18935) Alfandmedina                   | Hauptgürtel              |
| (7057) Al-Farabi                       | Hauptgürtel              |
| (1191) Alfaterna                       | Hauptgürtel              |
| (230765) Alfbester                     | Hauptgürtel              |
| (3884) Alferov                         | Hauptgürtel              |
| (15258) Alfilipenko                    | Hauptgürtel              |
| (22577) Alfiuccio                      | Hauptgürtel              |
| (233707) Alfons                        | Hauptgürtel              |
| (1375) Alfreda                         | Hauptgürtel              |
| (11765) Alfredfowler                   | Hauptgürtel              |
| (24907) Alfredhaar                     | Hauptgürtel              |
| (11769) Alfredjoy                      | Hauptgürtel              |
| (189000) Alfredkubin                   | Hauptgürtel              |
| (128585) Alfredmaria                   | Hauptgürtel              |
| (13058) Alfredstevens                  | Hauptgürtel              |
| (12057) Alfredsturm                    | Hauptgürtel              |
| (1778) Alfvén                          | Hauptgürtel              |
| (1213) Algeria                         | Hauptgürtel              |
| (26368) Alghunaim                      | Hauptgürtel              |
| (202092) Algirdas                      | Hauptgürtel              |
| (1394) Algoa                           | Hauptgürtel              |
| (929) Algunde                          | Hauptgürtel              |
| (3851) Alhambra                        | Hauptgürtel              |
| (31926) Alhamood                       | Hauptgürtel              |
| (59239) Alhazen                        | Hauptgürtel              |
| (18812) Aliadler                       | Hauptgürtel              |
| (9426) Aliante                         | Hauptgürtel              |
| (291) Alice                            | Hauptgürtel              |
| (18825) Alicechai                      | Hauptgürtel              |
| (21497) Alicehine                      | Hauptgürtel              |
| (20109) Alicelandis                    | Hauptgürtel              |
| (14513) Alicelindner                   | Hauptgürtel              |
| (4751) Alicemanning                    | Hauptgürtel              |
| (5951) Alicemonet                      | Hauptgürtel              |
| (56678) Alicewessen                    | Hauptgürtel              |
| (133536) Alicewhagel                   | Hauptgürtel              |
| (26005) Alicezhao                      | Hauptgürtel              |
| (11123) Aliciaclaire                   | Hauptgürtel              |
| (13281) Aliciahall                     | Hauptgürtel              |
| (18737) Aliciaworley                   | Hauptgürtel              |
| (13046) Aliev                          | Hauptgürtel              |
| (7060) Al-'Ijliya                      | Hauptgürtel              |
| (1567) Alikoski                        | Hauptgürtel              |
| (11422) Alilienthal                    | Hauptgürtel              |
| (58097) Alimov                         | Hauptgürtel              |
| (21684) Alinafiocca                    | Hauptgürtel              |
| (887) Alinda                           | Amor-Typ                 |
| (121542) Alindamashiku                 | Hauptgürtel              |
| (266) Aline                            | Hauptgürtel              |
| (8651) Alineraynal                     | Marsbahnkreuzer          |
| (214136) Alinghi                       | Hauptgürtel              |
| (108140) Alir                          | Hauptgürtel              |
| (14225) Alisahamilton                  | Hauptgürtel              |
| (2526) Alisary                         | Hauptgürtel              |
| (27091) Alisonbick                     | Hauptgürtel              |
| (7517) Alisondoane                     | Hauptgürtel              |
| (21558) Alisonliu                      | Hauptgürtel              |
| (16023) Alisonyee                      | Hauptgürtel              |
| (153301) Alissamearle                  | Hauptgürtel              |
| (15891) Alissazhang                    | Hauptgürtel              |
| (15819) Alisterling                    | Hauptgürtel              |
| (20017) Alixcatherine                  | Hauptgürtel              |
| (192686) Aljuroma                      | Marsbahnkreuzer          |
| (124) Alkeste                          | Hauptgürtel              |
| (11156) Al-Khwarismi                   | Hauptgürtel              |
| (12714) Alkimos                        | Jupiter-Trojaner         |
| (4592) Alkissia                        | Hauptgürtel              |
| (82) Alkmene                           | Hauptgürtel              |
| (11169) Alkon                          | Hauptgürtel              |
| (3037) Alku                            | Hauptgürtel              |
| (135979) Allam                         | Hauptgürtel              |
| (70715) Allancheuvront                 | Hauptgürtel              |
| (11414) Allanchu                       | Hauptgürtel              |
| (4419) Allancook                       | Hauptgürtel              |
| (171153) Allanrahill                   | Hauptgürtel              |
| (457) Alleghenia                       | Hauptgürtel              |
| (11348) Allegra                        | Hauptgürtel              |
| (19727) Allen                          | Hauptgürtel              |
| (48643) Allen-Beach                    | Hauptgürtel              |
| (32579) Allendavia                     | Hauptgürtel              |
| (33450) Allender                       | Hauptgürtel              |
| (22995) Allenjanes                     | Hauptgürtel              |
| (32276) Allenliu                       | Hauptgürtel              |
| (136432) Allenlunsford                 | Hauptgürtel              |
| (18983) Allentran                      | Hauptgürtel              |
| (28483) Allenyuan                      | Hauptgürtel              |
| (24680) Alleven                        | Hauptgürtel              |
| (14182) Alley                          | Hauptgürtel              |
| (20834) Allihewlett                    | Hauptgürtel              |
| (20852) Allilandstrom                  | Hauptgürtel              |
| (25364) Allisonbaas                    | Hauptgürtel              |
| (22174) Allisonmae                     | Hauptgürtel              |
| (31597) Allisonmarie                   | Hauptgürtel              |
| (19439) Allisontjong                   | Hauptgürtel              |
| (21694) Allisowilson                   | Hauptgürtel              |
| (24274) Alliswheeler                   | Hauptgürtel              |
| (13579) Allodd                         | Hauptgürtel              |
| (20271) Allygoldberg                   | Hauptgürtel              |
| (390) Alma                             | Hauptgürtel              |
| (4339) Almamater                       | Hauptgürtel              |
| (256796) Almanzor                      | Hauptgürtel              |
| (191856) Almáriván                     | Hauptgürtel              |
| (13446) Almarkim                       | Hauptgürtel              |
| (11606) Almary                         | Hauptgürtel              |
| (17040) Almeida                        | Hauptgürtel              |
| (5879) Almeria                         | Amor-Typ                 |
| (15676) Almoisheev                     | Hauptgürtel              |
| (31633) Almonte                        | Hauptgürtel              |
| (3045) Alois                           | Hauptgürtel              |
| (367488) Aloisortner                   | Hauptgürtel              |
| (15230) Alona                          | Hauptgürtel              |
| (31559) Alonmillet                     | Hauptgürtel              |
| (73533) Alonso                         | Hauptgürtel              |
| (9995) Alouette                        | Hauptgürtel              |
| (11824) Alpaidze                       | Hauptgürtel              |
| (13217) Alpbach                        | Hauptgürtel              |
| (100122) Alpes-Maritimes               | Hauptgürtel              |
| (925) Alphonsina                       | Hauptgürtel              |
| (23608) Alpiapuane                     | Hauptgürtel              |
| (25898) Alpoge                         | Hauptgürtel              |
| (100735) Alpomořanská                  | Hauptgürtel              |
| (7269) Alprokhorov                     | Hauptgürtel              |
| (10957) Alps                           | Hauptgürtel              |
| (10478) Alsabti                        | Hauptgürtel              |
| (971) Alsatia                          | Hauptgürtel              |
| (1617) Alschmitt                       | Hauptgürtel              |
| (33535) Alshaikh                       | Hauptgürtel              |
| (31922) Alsharif                       | Hauptgürtel              |
| (955) Alstede                          | Hauptgürtel              |
| (12621) Alsufi                         | Hauptgürtel              |
| (2232) Altaj                           | Hauptgürtel              |
| (7742) Altamira                        | Hauptgürtel              |
| (8121) Altdorfer                       | Hauptgürtel              |
| (9336) Altenburg                       | Hauptgürtel              |
| (8832) Altenrath                       | Hauptgürtel              |
| (4857) Altgamia                        | Hauptgürtel              |
| (119) Althaea                          | Hauptgürtel              |
| (31031) Altiplano                      | Hauptgürtel              |
| (148780) Altjira                       | Transneptunisches Objekt |
| (850) Altona                           | Hauptgürtel              |
| (117156) Altschwendt                   | Hauptgürtel              |
| (7058) Al-Tusi                         | Hauptgürtel              |
| (4104) Alu                             | Hauptgürtel              |
| (2508) Alupka                          | Hauptgürtel              |
| (2353) Alva                            | Hauptgürtel              |
| (27363) Alvanclark                     | Hauptgürtel              |
| (3581) Alvarez                         | Marsbahnkreuzer          |
| (20657) Alvarez-Candal                 | Hauptgürtel              |
| (3567) Alvema                          | Hauptgürtel              |
| (6996) Alvensleben                     | Hauptgürtel              |
| (13677) Alvin                          | Hauptgürtel              |
| (7248) Älvsjö                          | Hauptgürtel              |
| (1169) Alwine                          | Hauptgürtel              |
| (80451) Alwoods                        | Hauptgürtel              |
| (75829) Alyea                          | Hauptgürtel              |
| (16114) Alyono                         | Hauptgürtel              |
| (7959) Alysecherri                     | Hauptgürtel              |
| (24331) Alyshaowen                     | Hauptgürtel              |
| (23783) Alyssachan                     | Hauptgürtel              |
| (23792) Alyssacook                     | Hauptgürtel              |
| (21924) Alyssaovaitt                   | Hauptgürtel              |
| (16788) Alyssarose                     | Hauptgürtel              |
| (26332) Alyssehrlich                   | Hauptgürtel              |
| (233661) Alytus                        | Hauptgürtel              |
| (44821) Amadora                        | Hauptgürtel              |
| (11716) Amahartman                     | Hauptgürtel              |
| (650) Amalasuntha                      | Hauptgürtel              |
| (18169) Amaldi                         | Hauptgürtel              |
| (284) Amalia                           | Hauptgürtel              |
| (113) Amalthea                         | Hauptgürtel              |
| (725) Amanda                           | Hauptgürtel              |
| (19122) Amandabosh                     | Hauptgürtel              |
| (10607) Amandahatton                   | Hauptgürtel              |
| (6813) Amandahendrix                   | Hauptgürtel              |
| (19857) Amandajane                     | Hauptgürtel              |
| (31727) Amandalewis                    | Hauptgürtel              |
| (26013) Amandalonzo                    | Hauptgürtel              |
| (20415) Amandalu                       | Hauptgürtel              |
| (157693) Amandamarty                   | Hauptgürtel              |
| (19467) Amandanagy                     | Hauptgürtel              |
| (19465) Amandarusso                    | Hauptgürtel              |
| (12595) Amandashaw                     | Hauptgürtel              |
| (9525) Amandasickafoose                | Hauptgürtel              |
| (11688) Amandugan                      | Hauptgürtel              |
| (6247) Amanogawa                       | Hauptgürtel              |
| (120462) Amanohashidate                | Hauptgürtel              |
| (14172) Amanolivere                    | Hauptgürtel              |
| (3762) Amaravella                      | Hauptgürtel              |
| (1085) Amaryllis                       | Hauptgürtel              |
| (4161) Amasis                          | Hauptgürtel              |
| (9667) Amastrinc                       | Hauptgürtel              |
| (1035) Amata                           | Hauptgürtel              |
| (10385) Amaterasu                      | Hauptgürtel              |
| (19183) Amati                          | Hauptgürtel              |
| (32891) Amatrice                       | Hauptgürtel              |
| (1042) Amazone                         | Hauptgürtel              |
| (1905) Ambartsumian                    | Hauptgürtel              |
| (2933) Amber                           | Hauptgürtel              |
| (21431) Amberhess                      | Hauptgürtel              |
| (33337) Amberyang                      | Hauptgürtel              |
| (3519) Ambiorix                        | Hauptgürtel              |
| (25301) Ambrofogar                     | Hauptgürtel              |
| (23858) Ambrosesoehn                   | Hauptgürtel              |
| (193) Ambrosia                         | Hauptgürtel              |
| (27413) Ambruster                      | Hauptgürtel              |
| (30596) Amdeans                        | Hauptgürtel              |
| (14012) Amedee                         | Hauptgürtel              |
| (986) Amelia                           | Hauptgürtel              |
| (23213) Ameliachang                    | Hauptgürtel              |
| (3471) Amelin                          | Hauptgürtel              |
| (18020) Amend                          | Hauptgürtel              |
| (5010) Amenemhêt                       | Hauptgürtel              |
| (4847) Amenhotep                       | Hauptgürtel              |
| (10804) Amenouzume                     | Hauptgürtel              |
| (916) America                          | Hauptgürtel              |
| (6278) Ametkhan                        | Hauptgürtel              |
| (9509) Amfortas                        | Hauptgürtel              |
| (516) Amherstia                        | Hauptgürtel              |
| (18675) Amiamini                       | Hauptgürtel              |
| (3809) Amici                           | Hauptgürtel              |
| (367) Amicitia                         | Hauptgürtel              |
| (12100) Amiens                         | Hauptgürtel              |
| (32007) Amirhelmy                      | Hauptgürtel              |
| (31901) Amitscheer                     | Hauptgürtel              |
| (601227) Ammann                        | Jupiter-Trojaner         |
| (39678) Ammannito                      | Hauptgürtel              |
| (871) Amneris                          | Hauptgürtel              |
| (2437) Amnestia                        | Hauptgürtel              |
| (32062) Amolpunjabi                    | Hauptgürtel              |
| (1221) Amor                            | Amor-Typ                 |
| (58214) Amorim                         | Hauptgürtel              |
| (8721) AMOS                            | Hauptgürtel              |
| (2948) Amosov                          | Hauptgürtel              |
| (198) Ampella                          | Hauptgürtel              |
| (10183) Ampère                         | Hauptgürtel              |
| (10247) Amphiaraos                     | Jupiter-Trojaner         |
| (5244) Amphilochos                     | Jupiter-Trojaner         |
| (5652) Amphimachus                     | Jupiter-Trojaner         |
| (37519) Amphios                        | Jupiter-Trojaner         |
| (29) Amphitrite                        | Hauptgürtel              |
| (181483) Ampleforth                    | Hauptgürtel              |
| (46513) Ampzing                        | Hauptgürtel              |
| (20644) Amritdas                       | Hauptgürtel              |
| (11945) Amsterdam                      | Hauptgürtel              |
| (3554) Amun                            | Aten-Typ                 |
| (1065) Amundsenia                      | Marsbahnkreuzer          |
| (26003) Amundson                       | Hauptgürtel              |
| (17452) Amurreka                       | Hauptgürtel              |
| (3375) Amy                             | Hauptgürtel              |
| (120188) Amyaqueche                    | Hauptgürtel              |
| (26414) Amychyao                       | Hauptgürtel              |
| (55576) Amycus                         | Zentaur                  |
| (22679) Amydavid                       | Hauptgürtel              |
| (33562) Amydunphy                      | Hauptgürtel              |
| (30147) Amyhammer                      | Hauptgürtel              |
| (9274) Amylovell                       | Hauptgürtel              |
| (234750) Amymainzer                    | Hauptgürtel              |
| (26653) Amymeyer                       | Hauptgürtel              |
| (10060) Amymilne                       | Hauptgürtel              |
| (22865) Amymoffett                     | Hauptgürtel              |
| (12396) Amyphillips                    | Hauptgürtel              |
| (175563) Amyrose                       | Hauptgürtel              |
| (84994) Amysimon                       | Hauptgürtel              |
| (23904) Amytang                        | Hauptgürtel              |
| (5560) Amytis                          | Hauptgürtel              |
| (29969) Amyvitha                       | Hauptgürtel              |
| (275281) Amywalsh                      | Hauptgürtel              |
| (31777) Amywinegar                     | Hauptgürtel              |
| (29983) Amyxu                          | Hauptgürtel              |
| (16602) Anabuki                        | Hauptgürtel              |
| (8834) Anacardium                      | Hauptgürtel              |
| (980) Anacostia                        | Hauptgürtel              |
| (2339) Anacreon                        | Hauptgürtel              |
| (11441) Anadiego                       | Hauptgürtel              |
| (39677) Anagaribaldi                   | Hauptgürtel              |
| (3757) Anagolay                        | Amor-Typ                 |
| (270) Anahita                          | Hauptgürtel              |
| (19860) Anahtar                        | Hauptgürtel              |
| (3848) Analucia                        | Hauptgürtel              |
| (21560) Analyons                       | Hauptgürtel              |
| (181043) Anan                          | Hauptgürtel              |
| (23323) Anand                          | Hauptgürtel              |
| (30269) Anandapadmanaban               | Hauptgürtel              |
| (31635) Anandarao                      | Hauptgürtel              |
| (9194) Ananoff                         | Hauptgürtel              |
| (28808) Ananthnarayan                  | Hauptgürtel              |
| (24474) Ananthram                      | Hauptgürtel              |
| (15500) Anantpatel                     | Hauptgürtel              |
| (32611) Ananyaganesh                   | Hauptgürtel              |
| (25721) Anartya                        | Hauptgürtel              |
| (824) Anastasia                        | Hauptgürtel              |
| (20477) Anastroda                      | Hauptgürtel              |
| (11166) Anatolefrance                  | Hauptgürtel              |
| (3286) Anatoliya                       | Hauptgürtel              |
| (19539) Anaverdu                       | Hauptgürtel              |
| (4180) Anaxagoras                      | Hauptgürtel              |
| (6006) Anaximandros                    | Hauptgürtel              |
| (6051) Anaximenes                      | Hauptgürtel              |
| (21801) Ančerl                         | Hauptgürtel              |
| (18263) Anchialos                      | Jupiter-Trojaner         |
| (1173) Anchises                        | Jupiter-Trojaner         |
| (14088) Ancus                          | Hauptgürtel              |
| (15735) Andakerkhoven                  | Hauptgürtel              |
| (10719) Andamar                        | Hauptgürtel              |
| (6013) Andanike                        | Hauptgürtel              |
| (27385) Andblonsky                     | Hauptgürtel              |
| (2788) Andenne                         | Hauptgürtel              |
| (4815) Anders                          | Hauptgürtel              |
| (2476) Andersen                        | Hauptgürtel              |
| (7813) Anderserikson                   | Hauptgürtel              |
| (26429) Andiwagner                     | Hauptgürtel              |
| (25093) Andmikhaylov                   | Hauptgürtel              |
| (6424) Ando                            | Hauptgürtel              |
| (13608) Andosatoru                     | Hauptgürtel              |
| (42403) Andraimon                      | Jupiter-Trojaner         |
| (8151) Andranada                       | Hauptgürtel              |
| (185580) Andratx                       | Hauptgürtel              |
| (21891) Andreabocelli                  | Hauptgürtel              |
| (204816) Andreacamilleri               | Hauptgürtel              |
| (2175) Andrea Doria                    | Hauptgürtel              |
| (95474) Andreajbarbieri                | Hauptgürtel              |
| (29657) Andreali                       | Hauptgürtel              |
| (96876) Andreamanna                    | Hauptgürtel              |
| (26575) Andreapugh                     | Hauptgürtel              |
| (8164) Andreasdoppler                  | Hauptgürtel              |
| (17459) Andreashofer                   | Hauptgürtel              |
| (145566) Andreasphilipp                | Hauptgürtel              |
| (367404) Andreasrebers                 | Hauptgürtel              |
| (1296) Andrée                          | Hauptgürtel              |
| (4199) Andreev                         | Hauptgürtel              |
| (20284) Andreilevin                    | Hauptgürtel              |
| (5761) Andreivanov                     | Hauptgürtel              |
| (14040) Andrejka                       | Hauptgürtel              |
| (8477) Andrejkiselev                   | Hauptgürtel              |
| (11244) Andrékuipers                   | Hauptgürtel              |
| (116166) Andrémaeder                   | Hauptgürtel              |
| (2282) Andrés Bello                    | Hauptgürtel              |
| (28525) Andrewabboud                   | Hauptgürtel              |
| (79353) Andrewalday                    | Hauptgürtel              |
| (32132) Andrewamini                    | Hauptgürtel              |
| (21778) Andrewarren                    | Hauptgürtel              |
| (208915) Andrewashcraft                | Hauptgürtel              |
| (5280) Andrewbecker                    | Hauptgürtel              |
| (33691) Andrewchiang                   | Hauptgürtel              |
| (18159) Andrewcook                     | Hauptgürtel              |
| (6947) Andrewdavis                     | Hauptgürtel              |
| (90471) Andrewdrake                    | Hauptgürtel              |
| (121327) Andreweaker                   | Hauptgürtel              |
| (289085) Andreweil                     | Hauptgürtel              |
| (229255) Andrewelliott                 | Hauptgürtel              |
| (28351) Andrewfeldman                  | Hauptgürtel              |
| (25679) Andrewguo                      | Hauptgürtel              |
| (15635) Andrewhager                    | Hauptgürtel              |
| (17962) Andrewherron                   | Hauptgürtel              |
| (28167) Andrewkim                      | Hauptgürtel              |
| (17956) Andrewlenoir                   | Hauptgürtel              |
| (129096) Andrewleung                   | Hauptgürtel              |
| (121505) Andrewliounis                 | Hauptgürtel              |
| (27197) Andrewliu                      | Hauptgürtel              |
| (129338) Andrewlowman                  | Hauptgürtel              |
| (26266) Andrewmerrill                  | Hauptgürtel              |
| (23679) Andrewmoore                    | Hauptgürtel              |
| (23153) Andrewnowell                   | Hauptgürtel              |
| (78430) Andrewpearce                   | Hauptgürtel              |
| (53629) Andrewpotter                   | Hauptgürtel              |
| (19424) Andrewsong                     | Hauptgürtel              |
| (11001) Andrewulff                     | Hauptgürtel              |
| (173872) Andrewwest                    | Hauptgürtel              |
| (3413) Andriana                        | Hauptgürtel              |
| (7721) Andrillat                       | Hauptgürtel              |
| (42748) Andrisani                      | Hauptgürtel              |
| (8048) Andrle                          | Hauptgürtel              |
| (5027) Androgeos                       | Jupiter-Trojaner         |
| (175) Andromache                       | Hauptgürtel              |
| (2294) Andronikov                      | Hauptgürtel              |
| (11003) Andronov                       | Hauptgürtel              |
| (133293) Andrushivka                   | Hauptgürtel              |
| (51915) Andry                          | Hauptgürtel              |
| (21336) Andyblanchard                  | Hauptgürtel              |
| (28652) Andybramante                   | Hauptgürtel              |
| (8257) Andycheng                       | Hauptgürtel              |
| (5441) Andymurray                      | Hauptgürtel              |
| (184011) Andypuckett                   | Hauptgürtel              |
| (25300) Andyromine                     | Hauptgürtel              |
| (17399) Andysanto                      | Hauptgürtel              |
| (29880) Andytran                       | Hauptgürtel              |
| (1172) Äneas                           | Jupiter-Trojaner         |
| (10456) Anechka                        | Hauptgürtel              |
| (8289) An-Eefje                        | Hauptgürtel              |
| (20773) Aneeshvenkat                   | Hauptgürtel              |
| (320790) Anestin                       | Hauptgürtel              |
| (9991) Anežka                          | Hauptgürtel              |
| (7468) Anfimov                         | Hauptgürtel              |
| (3158) Anga                            | Hauptgürtel              |
| (1957) Angara                          | Hauptgürtel              |
| (30788) Angekauffmann                  | Hauptgürtel              |
| (11911) Angel                          | Hauptgürtel              |
| (28822) Angelabarker                   | Hauptgürtel              |
| (129151) Angelaboggs                   | Hauptgürtel              |
| (274137) Angelaglinos                  | Hauptgürtel              |
| (16132) Angelakim                      | Hauptgürtel              |
| (30031) Angelakong                     | Hauptgürtel              |
| (22064) Angelalewis                    | Hauptgürtel              |
| (9428) Angelalouise                    | Hauptgürtel              |
| (25402) Angelanorse                    | Hauptgürtel              |
| (31838) Angelarob                      | Hauptgürtel              |
| (27580) Angelataylor                   | Hauptgürtel              |
| (26947) Angelawang                     | Hauptgürtel              |
| (23057) Angelawilson                   | Hauptgürtel              |
| (26002) Angelayeung                    | Hauptgürtel              |
| (213269) Angelbarbero                  | Hauptgürtel              |
| (28503) Angelazhang                    | Hauptgürtel              |
| (965) Angelica                         | Hauptgürtel              |
| (20643) Angelicaliu                    | Hauptgürtel              |
| (64) Angelina                          | Hauptgürtel              |
| (102211) Angelofaggiano                | Hauptgürtel              |
| (12617) Angelusilesius                 | Hauptgürtel              |
| (3160) Angerhofer                      | Hauptgürtel              |
| (16770) Angkor Wat                     | Hauptgürtel              |
| (64291) Anglee                         | Hauptgürtel              |
| (1712) Angola                          | Hauptgürtel              |
| (18102) Angrilli                       | Hauptgürtel              |
| (8420) Angrogna                        | Hauptgürtel              |
| (42487) Ångström                       | Hauptgürtel              |
| (9560) Anguita                         | Hauptgürtel              |
| (8593) Angustirostris                  | Hauptgürtel              |
| (6120) Anhalt                          | Hauptgürtel              |
| (2162) Anhui                           | Hauptgürtel              |
| (791) Ani                              | Hauptgürtel              |
| (3358) Anikushin                       | Hauptgürtel              |
| (129078) Animoo                        | Hauptgürtel              |
| (32296) Aninsayana                     | Hauptgürtel              |
| (27434) Anirudhjain                    | Hauptgürtel              |
| (25455) Anissamak                      | Hauptgürtel              |
| (6486) Anitahill                       | Hauptgürtel              |
| (46686) Anitasohus                     | Hauptgürtel              |
| (170012) Anithakar                     | Hauptgürtel              |
| (1016) Anitra                          | Hauptgürtel              |
| (8060) Anius                           | Jupiter-Trojaner         |
| (8820) Anjandersen                     | Hauptgürtel              |
| (362177) Anji                          | Hauptgürtel              |
| (26057) Ankaios                        | Jupiter-Trojaner         |
| (1457) Ankara                          | Hauptgürtel              |
| (28428) Ankurvaishnav                  | Hauptgürtel              |
| (25799) Anmaschlegel                   | Hauptgürtel              |
| (265) Anna                             | Hauptgürtel              |
| (100733) Annafalcka                    | Hauptgürtel              |
| (11299) Annafreud                      | Hauptgürtel              |
| (15014) Annagekker                     | Hauptgürtel              |
| (2519) Annagerman                      | Hauptgürtel              |
| (32731) Annaivanovna                   | Hauptgürtel              |
| (24930) Annajamison                    | Hauptgürtel              |
| (20180) Annakolény                     | Hauptgürtel              |
| (7787) Annalaura                       | Hauptgürtel              |
| (27613) Annalou                        | Hauptgürtel              |
| (31920) Annamcevoy                     | Hauptgürtel              |
| (31104) Annanetrebko                   | Hauptgürtel              |
| (9823) Annantalová                     | Hauptgürtel              |
| (3055) Annapavlova                     | Hauptgürtel              |
| (516560) Annapolisroyal                | Hauptgürtel              |
| (27150) Annasante                      | Hauptgürtel              |
| (26948) Annasato                       | Hauptgürtel              |
| (25760) Annaspitz                      | Hauptgürtel              |
| (100734) Annasvidnicka                 | Hauptgürtel              |
| (18707) Annchi                         | Hauptgürtel              |
| (25512) Anncomins                      | Hauptgürtel              |
| (24316) Anncooper                      | Hauptgürtel              |
| (15042) Anndavgui                      | Hauptgürtel              |
| (39429) Annebrontë                     | Hauptgürtel              |
| (5535) Annefrank                       | Hauptgürtel              |
| (18244) Anneila                        | Hauptgürtel              |
| (21739) Annekeschwob                   | Hauptgürtel              |
| (12028) Annekinney                     | Hauptgürtel              |
| (17904) Annekoupal                     | Hauptgürtel              |
| (7330) Annelemaître                    | Marsbahnkreuzer          |
| (910) Anneliese                        | Hauptgürtel              |
| (26235) Annemaduggan                   | Hauptgürtel              |
| (3667) Anne-Marie                      | Hauptgürtel              |
| (27110) Annemaryvonne                  | Hauptgürtel              |
| (30040) Annemerrill                    | Hauptgürtel              |
| (286841) Annemieke                     | Hauptgürtel              |
| (3724) Annenskij                       | Hauptgürtel              |
| (12527) Anneraugh                      | Hauptgürtel              |
| (3664) Anneres                         | Hauptgürtel              |
| (2839) Annette                         | Hauptgürtel              |
| (22137) Annettelee                     | Hauptgürtel              |
| (376084) Annettepeter                  | Hauptgürtel              |
| (178830) Anne-Véronique                | Hauptgürtel              |
| (48774) Anngower                       | Hauptgürtel              |
| (261109) Annie                         | Hauptgürtel              |
| (28559) Anniedai                       | Hauptgürtel              |
| (155290) Anniegrauer                   | Hauptgürtel              |
| (817) Annika                           | Hauptgürtel              |
| (30193) Annikaurban                    | Hauptgürtel              |
| (137165) Annis                         | Hauptgürtel              |
| (9774) Annjudge                        | Hauptgürtel              |
| (30396) Annleonard                     | Hauptgürtel              |
| (25511) Annlipinsky                    | Hauptgürtel              |
| (23018) Annmoriarty                    | Hauptgürtel              |
| (8835) Annona                          | Hauptgürtel              |
| (2572) Annschnell                      | Hauptgürtel              |
| (17835) Anoelsuri                      | Hauptgürtel              |
| (4109) Anokhin                         | Hauptgürtel              |
| (8564) Anomalocaris                    | Hauptgürtel              |
| (9611) Anouck                          | Hauptgürtel              |
| (292872) Anoushankar                   | Hauptgürtel              |
| (46737) Anpanman                       | Hauptgürtel              |
| (9996) ANS                             | Hauptgürtel              |
| (12033) Anselmo                        | Hauptgürtel              |
| (8435) Anser                           | Hauptgürtel              |
| (3136) Anshan                          | Hauptgürtel              |
| (107074) Ansonsylva                    | Hauptgürtel              |
| (6717) Antal                           | Hauptgürtel              |
| (2404) Antarctica                      | Hauptgürtel              |
| (17494) Antaviana                      | Hauptgürtel              |
| (198592) Antbernal                     | Hauptgürtel              |
| (2207) Antenor                         | Jupiter-Trojaner         |
| (1943) Anteros                         | Amor-Typ                 |
| (22729) Anthennig                      | Hauptgürtel              |
| (249061) Anthonyberger                 | Hauptgürtel              |
| (33703) Anthonyhill                    | Hauptgürtel              |
| (24289) Anthonypalma                   | Hauptgürtel              |
| (211374) Anthonyrose                   | Hauptgürtel              |
| (7214) Anticlus                        | Jupiter-Trojaner         |
| (129) Antigone                         | Hauptgürtel              |
| (651) Antikleia                        | Hauptgürtel              |
| (1583) Antilochus                      | Jupiter-Trojaner         |
| (9828) Antimachos                      | Jupiter-Trojaner         |
| (26232) Antink                         | Hauptgürtel              |
| (1863) Antinous                        | Apollo-Typ               |
| (90) Antiope                           | Hauptgürtel              |
| (8319) Antiphanes                      | Hauptgürtel              |
| (13463) Antiphos                       | Jupiter-Trojaner         |
| (6614) Antisthenes                     | Hauptgürtel              |
| (53843) Antjiekrog                     | Hauptgürtel              |
| (3686) Antoku                          | Hauptgürtel              |
| (84120) Antonacci                      | Hauptgürtel              |
| (361764) Antonbuslov                   | Hauptgürtel              |
| (7957) Antonella                       | Hauptgürtel              |
| (27864) Antongraff                     | Hauptgürtel              |
| (11657) Antonhajduk                    | Hauptgürtel              |
| (272) Antonia                          | Hauptgürtel              |
| (42593) Antoniazzi                     | Hauptgürtel              |
| (6692) Antoninholy                     | Hauptgürtel              |
| (12580) Antonini                       | Hauptgürtel              |
| (301794) Antoninkapustin               | Hauptgürtel              |
| (292459) Antoniolasciac                | Hauptgürtel              |
| (16744) Antonioleone                   | Hauptgürtel              |
| (19783) Antoniromanya                  | Hauptgürtel              |
| (65357) Antoniucci                     | Hauptgürtel              |
| (400308) Antonkutter                   | Hauptgürtel              |
| (14317) Antonov                        | Hauptgürtel              |
| (20480) Antonschraut                   | Hauptgürtel              |
| (26122) Antonysutton                   | Hauptgürtel              |
| (1294) Antwerpia                       | Hauptgürtel              |
| (12619) Anubelshunu                    | Hauptgürtel              |
| (30027) Anubhavguha                    | Hauptgürtel              |
| (1912) Anubis                          | Hauptgürtel              |
| (185325) Anupabhagwat                  | Hauptgürtel              |
| (12072) Anupamakotha                   | Hauptgürtel              |
| (311231) Anuradhapura                  | Hauptgürtel              |
| (31725) Anushazaman                    | Hauptgürtel              |
| (30295) Anvitagupta                    | Hauptgürtel              |
| (30323) Anyam                          | Hauptgürtel              |
| (3575) Anyuta                          | Hauptgürtel              |
| (2061) Anza                            | Amor-Typ                 |
| (4292) Aoba                            | Hauptgürtel              |
| (200003) Aokeda                        | Hauptgürtel              |
| (5337) Aoki                            | Hauptgürtel              |
| (2341) Aoluta                          | Hauptgürtel              |
| (19701) Aomori                         | Hauptgürtel              |
| (3810) Aoraki                          | Hauptgürtel              |
| (4094) Aoshima                         | Hauptgürtel              |
| (3400) Aotearoa                        | Hauptgürtel              |
| (9886) Aoyagi                          | Hauptgürtel              |
| (11258) Aoyama                         | Hauptgürtel              |
| (18639) Aoyunzhiyuanzhe                | Hauptgürtel              |
| (90022) Apache Point                   | Hauptgürtel              |
| (134130) Apáczai                       | Hauptgürtel              |
| (28598) Apadmanabha                    | Hauptgürtel              |
| (159215) Apan                          | Hauptgürtel              |
| (4232) Aparicio                        | Hauptgürtel              |
| (8273) Apatheia                        | Hauptgürtel              |
| (5885) Apeldoorn                       | Hauptgürtel              |
| (121725) Aphidas                       | Zentaur                  |
| (1388) Aphrodite                       | Hauptgürtel              |
| (19139) Apian                          | Hauptgürtel              |
| (32811) Apisaon                        | Jupiter-Trojaner         |
| (29214) Apitzsch                       | Hauptgürtel              |
| (132524) APL                           | Hauptgürtel              |
| (10780) Apollinaire                    | Hauptgürtel              |
| (1862) Apollo                          | Apollo-Typ               |
| (12609) Apollodoros                    | Hauptgürtel              |
| (358) Apollonia                        | Hauptgürtel              |
| (99942) Apophis                        | Aten-Typ                 |
| (3190) Aposhanskij                     | Hauptgürtel              |
| (6710) Apostel                         | Hauptgürtel              |
| (988) Appella                          | Hauptgürtel              |
| (10959) Appennino                      | Hauptgürtel              |
| (1768) Appenzella                      | Hauptgürtel              |
| (34282) Applegate                      | Hauptgürtel              |
| (25714) Aprillee                       | Hauptgürtel              |
| (9393) Apta                            | Hauptgürtel              |
| (12606) Apuleius                       | Hauptgürtel              |
| (11322) Aquamarine                     | Hauptgürtel              |
| (8836) Aquifolium                      | Hauptgürtel              |
| (1063) Aquilegia                       | Hauptgürtel              |
| (107052) Aquincum                      | Hauptgürtel              |
| (387) Aquitania                        | Hauptgürtel              |
| (849) Ara                              | Hauptgürtel              |
| (15144) Araas                          | Hauptgürtel              |
| (841) Arabella                         | Hauptgürtel              |
| (1157) Arabia                          | Hauptgürtel              |
| (1087) Arabis                          | Hauptgürtel              |
| (407) Arachne                          | Hauptgürtel              |
| (66669) Aradac                         | Hauptgürtel              |
| (1005) Arago                           | Hauptgürtel              |
| (5070) Arai                            | Hauptgürtel              |
| (21082) Araimasaru                     | Hauptgürtel              |
| (4718) Araki                           | Hauptgürtel              |
| (7502) Arakida                         | Hauptgürtel              |
| (8707) Arakihiroshi                    | Hauptgürtel              |
| (973) Aralia                           | Hauptgürtel              |
| (227962) Aramis                        | Hauptgürtel              |
| (9384) Aransio                         | Hauptgürtel              |
| (89973) Aranyjános                     | Hauptgürtel              |
| (100731) Ara Pacis                     | Hauptgürtel              |
| (96205) Ararat                         | Hauptgürtel              |
| (20038) Arasaki                        | Hauptgürtel              |
| (18644) Arashiyama                     | Hauptgürtel              |
| (12152) Aratus                         | Hauptgürtel              |
| (15810) Arawn                          | Transneptunisches Objekt |
| (16077) Arayhamilton                   | Hauptgürtel              |
| (128474) Arbacia                       | Hauptgürtel              |
| (25412) Arbesfeld                      | Hauptgürtel              |
| (1020) Arcadia                         | Hauptgürtel              |
| (14622) Arcadiopoveda                  | Hauptgürtel              |
| (6645) Arcetri                         | Hauptgürtel              |
| (9860) Archaeopteryx                   | Hauptgürtel              |
| (33607) Archanamurali                  | Hauptgürtel              |
| (33328) Archanaverma                   | Hauptgürtel              |
| (4030) Archenhold                      | Hauptgürtel              |
| (65590) Archeptolemos                  | Jupiter-Trojaner         |
| (28823) Archibald                      | Hauptgürtel              |
| (29642) Archiekong                     | Hauptgürtel              |
| (5806) Archieroy                       | Hauptgürtel              |
| (5873) Archilochos                     | Hauptgürtel              |
| (3600) Archimedes                      | Hauptgürtel              |
| (11941) Archinal                       | Hauptgürtel              |
| (6535) Archipenko                      | Hauptgürtel              |
| (16986) Archivestef                    | Hauptgürtel              |
| (14995) Archytas                       | Hauptgürtel              |
| (6556) Arcimboldo                      | Hauptgürtel              |
| (1031) Arctica                         | Hauptgürtel              |
| (8769) Arctictern                      | Hauptgürtel              |
| (8540) Ardeberg                        | Hauptgürtel              |
| (4849) Ardenne                         | Hauptgürtel              |
| (23204) Arditkroni                     | Hauptgürtel              |
| (10501) Ardmacha                       | Hauptgürtel              |
| (10130) Ardre                          | Hauptgürtel              |
| (394) Arduina                          | Hauptgürtel              |
| (4337) Arecibo                         | Hauptgürtel              |
| (1502) Arenda                          | Hauptgürtel              |
| (737) Arequipa                         | Hauptgürtel              |
| (332326) Aresi                         | Hauptgürtel              |
| (12052) Aretaon                        | Jupiter-Trojaner         |
| (197) Arete                            | Hauptgürtel              |
| (249516) Aretha                        | Hauptgürtel              |
| (95) Arethusa                          | Hauptgürtel              |
| (4759) Åretta                          | Hauptgürtel              |
| (1551) Argelander                      | Hauptgürtel              |
| (469) Argentina                        | Hauptgürtel              |
| (152227) Argoli                        | Hauptgürtel              |
| (13410) Arhale                         | Hauptgürtel              |
| (43) Ariadne                           | Hauptgürtel              |
| (32603) Ariaeppinger                   | Hauptgürtel              |
| (33587) Arianakim                      | Hauptgürtel              |
| (1225) Ariane                          | Hauptgürtel              |
| (28460) Ariannepapa                    | Hauptgürtel              |
| (1395) Aribeda                         | Hauptgürtel              |
| (34307) Arielhaas                      | Marsbahnkreuzer          |
| (3496) Arieso                          | Marsbahnkreuzer          |
| (20855) Arifawan                       | Hauptgürtel              |
| (9651) Arii-SooHoo                     | Hauptgürtel              |
| (23894) Arikahiguchi                   | Hauptgürtel              |
| (9226) Arimahiroshi                    | Hauptgürtel              |
| (3523) Arina                           | Hauptgürtel              |
| (2135) Aristaeus                       | Apollo-Typ               |
| (3999) Aristarchus                     | Hauptgürtel              |
| (2319) Aristides                       | Hauptgürtel              |
| (2934) Aristophanes                    | Hauptgürtel              |
| (6123) Aristoteles                     | Hauptgürtel              |
| (793) Arizona                          | Hauptgürtel              |
| (10702) Arizorcas                      | Hauptgürtel              |
| (32033) Arjunkapoor                    | Hauptgürtel              |
| (28447) Arjunmathur                    | Hauptgürtel              |
| (33740) Arjunmoorthy                   | Hauptgürtel              |
| (33282) Arjunramani                    | Hauptgürtel              |
| (33412) Arjunsubra                     | Hauptgürtel              |
| (20300) Arjunsuri                      | Hauptgürtel              |
| (23212) Arkajitdey                     | Hauptgürtel              |
| (20961) Arkesilaos                     | Jupiter-Trojaner         |
| (296577) Arkhangelsk                   | Hauptgürtel              |
| (4424) Arkhipova                       | Hauptgürtel              |
| (15112) Arlenewolfe                    | Hauptgürtel              |
| (164586) Arlette                       | Hauptgürtel              |
| (70711) Arlinbartels                   | Hauptgürtel              |
| (35978) Arlington                      | Hauptgürtel              |
| (1717) Arlon                           | Hauptgürtel              |
| (17893) Arlot                          | Hauptgürtel              |
| (13830) ARLT                           | Hauptgürtel              |
| (10502) Armaghobs                      | Marsbahnkreuzer          |
| (3376) Armandhammer                    | Hauptgürtel              |
| (14572) Armando                        | Hauptgürtel              |
| (10996) Armandspitz                    | Hauptgürtel              |
| (129555) Armazones                     | Hauptgürtel              |
| (6855) Armellini                       | Hauptgürtel              |
| (780) Armenia                          | Hauptgürtel              |
| (514) Armida                           | Hauptgürtel              |
| (1464) Armisticia                      | Hauptgürtel              |
| (774) Armor                            | Hauptgürtel              |
| (6469) Armstrong                       | Hauptgürtel              |
| (28321) Arnabdey                       | Hauptgürtel              |
| (281272) Arnaudleroy                   | Hauptgürtel              |
| (16714) Arndt                          | Hauptgürtel              |
| (959) Arne                             | Hauptgürtel              |
| (31916) Arnehensel                     | Hauptgürtel              |
| (3457) Arnenordheim                    | Hauptgürtel              |
| (13209) Arnhem                         | Hauptgürtel              |
| (1100) Arnica                          | Hauptgürtel              |
| (8055) Arnim                           | Hauptgürtel              |
| (30164) Arnobdas                       | Hauptgürtel              |
| (1018) Arnolda                         | Hauptgürtel              |
| (32282) Arnoldmong                     | Hauptgürtel              |
| (12211) Arnoschmidt                    | Hauptgürtel              |
| (10745) Arnstadt                       | Hauptgürtel              |
| (30008) Aroncoraor                     | Hauptgürtel              |
| (1304) Arosa                           | Hauptgürtel              |
| (257005) Arpadpal                      | Hauptgürtel              |
| (2958) Arpetito                        | Hauptgürtel              |
| (4696) Arpigny                         | Hauptgürtel              |
| (2194) Arpola                          | Hauptgürtel              |
| (5697) Arrhenius                       | Hauptgürtel              |
| (5263) Arrius                          | Hauptgürtel              |
| (31531) ARRL                           | Hauptgürtel              |
| (486958) Arrokoth                      | Transneptunisches Objekt |
| (23325) Arroyo                         | Hauptgürtel              |
| (33179) Arsènewenger                   | Hauptgürtel              |
| (29995) Arshavsky                      | Hauptgürtel              |
| (404) Arsinoë                          | Hauptgürtel              |
| (7212) Artaxerxes                      | Hauptgürtel              |
| (113951) Artdavidsen                   | Hauptgürtel              |
| (44455) Artdula                        | Hauptgürtel              |
| (1956) Artek                           | Hauptgürtel              |
| (105) Artemis                          | Hauptgürtel              |
| (296819) Artesian                      | Hauptgürtel              |
| (2597) Arthur                          | Hauptgürtel              |
| (5279) Arthuradel                      | Hauptgürtel              |
| (3961) Arthurcox                       | Hauptgürtel              |
| (18610) Arthurdent                     | Hauptgürtel              |
| (7171) Arthurkraus                     | Hauptgürtel              |
| (24347) Arthurkuan                     | Hauptgürtel              |
| (229781) Arthurmcdonald                | Hauptgürtel              |
| (3769) Arthurmiller                    | Hauptgürtel              |
| (11516) Arthurpage                     | Hauptgürtel              |
| (19025) Arthurpetron                   | Hauptgürtel              |
| (29978) Arthurwang                     | Hauptgürtel              |
| (5506) Artiglio                        | Hauptgürtel              |
| (15378) Artin                          | Hauptgürtel              |
| (4136) Artmane                         | Hauptgürtel              |
| (61384) Arturoromer                    | Hauptgürtel              |
| (26546) Arulmani                       | Hauptgürtel              |
| (2313) Aruna                           | Hauptgürtel              |
| (28833) Arunachalam                    | Hauptgürtel              |
| (8600) Arundinaceus                    | Hauptgürtel              |
| (21582) Arunvenkataraman               | Hauptgürtel              |
| (22827) Arvernia                       | Hauptgürtel              |
| (397278) Arvidson                      | Hauptgürtel              |
| (29818) Aryosorayya                    | Hauptgürtel              |
| (10121) Arzamas                        | Hauptgürtel              |
| (8233) Asada                           | Hauptgürtel              |
| (12364) Asadagouryu                    | Hauptgürtel              |
| (10157) Asagiri                        | Hauptgürtel              |
| (8747) Asahi                           | Hauptgürtel              |
| (5230) Asahina                         | Marsbahnkreuzer          |
| (25884) Asai                           | Hauptgürtel              |
| (73955) Asaka                          | Hauptgürtel              |
| (43751) Asam                           | Hauptgürtel              |
| (6986) Asamayama                       | Hauptgürtel              |
| (2023) Asaph                           | Hauptgürtel              |
| (4756) Asaramas                        | Hauptgürtel              |
| (4531) Asaro                           | Hauptgürtel              |
| (8405) Asbolus                         | Zentaur                  |
| (12649) Ascanios                       | Jupiter-Trojaner         |
| (214) Aschera                          | Hauptgürtel              |
| (3568) ASCII                           | Hauptgürtel              |
| (17972) Ascione                        | Hauptgürtel              |
| (4581) Asclepius                       | Apollo-Typ               |
| (28050) Asekomeh                       | Hauptgürtel              |
| (56280) Asemo                          | Hauptgürtel              |
| (21485) Ash                            | Hauptgürtel              |
| (2157) Ashbrook                        | Hauptgürtel              |
| (6564) Asher                           | Marsbahnkreuzer          |
| (32310) Asherwillner                   | Hauptgürtel              |
| (9227) Ashida                          | Hauptgürtel              |
| (33117) Ashinimodi                     | Hauptgürtel              |
| (20799) Ashishbakshi                   | Hauptgürtel              |
| (6961) Ashitaka                        | Hauptgürtel              |
| (4399) Ashizuri                        | Hauptgürtel              |
| (30251) Ashkin                         | Hauptgürtel              |
| (19952) Ashkinazi                      | Hauptgürtel              |
| (3460) Ashkova                         | Hauptgürtel              |
| (128297) Ashlevi                       | Hauptgürtel              |
| (6752) Ashley                          | Hauptgürtel              |
| (18672) Ashleyamini                    | Hauptgürtel              |
| (58196) Ashleyess                      | Hauptgürtel              |
| (129333) Ashleylancaster               | Hauptgürtel              |
| (121718) Ashleyscroggins               | Hauptgürtel              |
| (28836) Ashmore                        | Hauptgürtel              |
| (25772) Ashpatra                       | Hauptgürtel              |
| (7208) Ashurbanipal                    | Hauptgürtel              |
| (31973) Ashwindatta                    | Hauptgürtel              |
| (67) Asia                              | Hauptgürtel              |
| (7679) Asiago                          | Hauptgürtel              |
| (25312) Asiapossenti                   | Hauptgürtel              |
| (5020) Asimov                          | Hauptgürtel              |
| (11554) Asios                          | Jupiter-Trojaner         |
| (27375) Asirvatham                     | Hauptgürtel              |
| (4894) Ask                             | Hauptgürtel              |
| (24162) Askaci                         | Hauptgürtel              |
| (4946) Askalaphus                      | Jupiter-Trojaner         |
| (32032) Askandola                      | Hauptgürtel              |
| (1216) Askania                         | Hauptgürtel              |
| (962) Aslög                            | Hauptgürtel              |
| (543315) Asmakhammari                  | Hauptgürtel              |
| (13303) Asmitakumar                    | Hauptgürtel              |
| (2174) Asmodeus                        | Hauptgürtel              |
| (2848) ASP                             | Hauptgürtel              |
| (368719) Asparuh                       | Hauptgürtel              |
| (409) Aspasia                          | Hauptgürtel              |
| (7939) Asphaug                         | Hauptgürtel              |
| (958) Asplinda                         | Hauptgürtel              |
| (246) Asporina                         | Hauptgürtel              |
| (30065) Asrinivasan                    | Hauptgürtel              |
| (4191) Assesse                         | Hauptgürtel              |
| (8401) Assirelli                       | Hauptgürtel              |
| (15342) Assisi                         | Hauptgürtel              |
| (233383) Assisneto                     | Hauptgürtel              |
| (1041) Asta                            | Hauptgürtel              |
| (11027) Astaf’ev                       | Hauptgürtel              |
| (2408) Astapovich                      | Hauptgürtel              |
| (672) Astarte                          | Hauptgürtel              |
| (1218) Aster                           | Hauptgürtel              |
| (73883) Asteraude                      | Hauptgürtel              |
| (658) Asteria                          | Hauptgürtel              |
| (29401) Astérix                        | Hauptgürtel              |
| (248750) Asteroidday                   | Hauptgürtel              |
| (4805) Asteropaios                     | Jupiter-Trojaner         |
| (233) Asterope                         | Hauptgürtel              |
| (236984) Astier                        | Hauptgürtel              |
| (5) Astraea                            | Hauptgürtel              |
| (27789) Astrakhan                      | Hauptgürtel              |
| (27564) Astreichelt                    | Hauptgürtel              |
| (1128) Astrid                          | Hauptgürtel              |
| (29080) Astrocourier                   | Hauptgürtel              |
| (25000) Astrometria                    | Hauptgürtel              |
| (100000) Astronautica                  | Hauptgürtel              |
| (1154) Astronomia                      | Hauptgürtel              |
| (59800) Astropis                       | Hauptgürtel              |
| (344000) Astropolis                    | Hauptgürtel              |
| (24626) Astrowizard                    | Hauptgürtel              |
| (325366) Asturias                      | Hauptgürtel              |
| (1871) Astyanax                        | Jupiter-Trojaner         |
| (4077) Asuka                           | Hauptgürtel              |
| (31772) Asztalos                       | Hauptgürtel              |
| (18725) Atacama                        | Hauptgürtel              |
| (4721) Atahualpa                       | Hauptgürtel              |
| (14441) Atakanoseki                    | Hauptgürtel              |
| (152) Atala                            | Hauptgürtel              |
| (36) Atalante                          | Hauptgürtel              |
| (1139) Atami                           | Marsbahnkreuzer          |
| (3546) Atanasoff                       | Hauptgürtel              |
| (27952) Atapuerca                      | Hauptgürtel              |
| (259387) Atauta                        | Hauptgürtel              |
| (111) Ate                              | Hauptgürtel              |
| (2062) Aten                            | Aten-Typ                 |
| (7590) Aterui                          | Hauptgürtel              |
| (3307) Athabasca                       | Hauptgürtel              |
| (515) Athalia                          | Hauptgürtel              |
| (230) Athamantis                       | Hauptgürtel              |
| (730) Athanasia                        | Hauptgürtel              |
| (881) Athene                           | Hauptgürtel              |
| (17072) Athiviraham                    | Hauptgürtel              |
| (161) Athor                            | Hauptgürtel              |
| (227930) Athos                         | Hauptgürtel              |
| (18930) Athreya                        | Hauptgürtel              |
| (28376) Atifjaved                      | Hauptgürtel              |
| (163693) Atira                         | IEO                      |
| (1827) Atkinson                        | Hauptgürtel              |
| (1198) Atlantis                        | Marsbahnkreuzer          |
| (21404) Atluri                         | Hauptgürtel              |
| (810) Atossa                           | Hauptgürtel              |
| (14791) Atreus                         | Jupiter-Trojaner         |
| (20994) Atreya                         | Hauptgürtel              |
| (273) Atropos                          | Hauptgürtel              |
| (18403) Atsuhirotaisei                 | Hauptgürtel              |
| (8414) Atsuko                          | Hauptgürtel              |
| (4842) Atsushi                         | Hauptgürtel              |
| (27982) Atsushimiyazaki                | Hauptgürtel              |
| (85308) Atsushimori                    | Hauptgürtel              |
| (20403) Attenborough                   | Hauptgürtel              |
| (8975) Atthis                          | Hauptgürtel              |
| (1138) Attica                          | Hauptgürtel              |
| (1489) Attila                          | Hauptgürtel              |
| (161693) Attilladanko                  | Hauptgürtel              |
| (357116) Attivissimo                   | Hauptgürtel              |
| (260235) Attwood                       | Hauptgürtel              |
| (383492) Aubert                        | Hauptgürtel              |
| (3920) Aubignan                        | Marsbahnkreuzer          |
| (39543) Aubriet                        | Hauptgürtel              |
| (19620) Auckland                       | Hauptgürtel              |
| (15838) Auclair                        | Hauptgürtel              |
| (9117) Aude                            | Hauptgürtel              |
| (184535) Audouze                       | Hauptgürtel              |
| (4238) Audrey                          | Hauptgürtel              |
| (31677) Audreyglende                   | Hauptgürtel              |
| (20004) Audrey-Lucienne                | Hauptgürtel              |
| (14252) Audreymeyer                    | Hauptgürtel              |
| (133007) Audreysimmons                 | Hauptgürtel              |
| (75564) Audubon                        | Hauptgürtel              |
| (9908) Aue                             | Hauptgürtel              |
| (13184) Augeias                        | Jupiter-Trojaner         |
| (254) Augusta                          | Hauptgürtel              |
| (43806) Augustepiccard                 | Hauptgürtel              |
| (5171) Augustesen                      | Hauptgürtel              |
| (10825) Augusthermann                  | Hauptgürtel              |
| (62190) Augusthorch                    | Hauptgürtel              |
| (17496) Augustinus                     | Hauptgürtel              |
| (170306) Augustzátka                   | Hauptgürtel              |
| (1480) Aunus                           | Hauptgürtel              |
| (1488) Aura                            | Hauptgürtel              |
| (19912) Aurapenenta                    | Hauptgürtel              |
| (16709) Auratian                       | Hauptgürtel              |
| (700) Auravictrix                      | Hauptgürtel              |
| (341826) Aurelbaier                    | Hauptgürtel              |
| (419) Aurelia                          | Hauptgürtel              |
| (22769) Aurelianora                    | Hauptgürtel              |
| (1231) Auricula                        | Hauptgürtel              |
| (6043) Aurochs                         | Hauptgürtel              |
| (94) Aurora                            | Hauptgürtel              |
| (63) Ausonia                           | Hauptgürtel              |
| (19861) Auster                         | Hauptgürtel              |
| (134036) Austincummings                | Hauptgürtel              |
| (33584) Austinkatzer                   | Hauptgürtel              |
| (28734) Austinmccoy                    | Hauptgürtel              |
| (19602) Austinminor                    | Hauptgürtel              |
| (8088) Australia                       | Hauptgürtel              |
| (2236) Austrasia                       | Hauptgürtel              |
| (136) Austria                          | Hauptgürtel              |
| (2920) Automedon                       | Jupiter-Trojaner         |
| (1465) Autonoma                        | Hauptgürtel              |
| (5461) Autumn                          | Hauptgürtel              |
| (11760) Auwers                         | Hauptgürtel              |
| (39300) Auyeungsungfan                 | Hauptgürtel              |
| (17445) Avatcha                        | Hauptgürtel              |
| (32580) Avbalasingam                   | Hauptgürtel              |
| (26356) Aventini                       | Hauptgürtel              |
| (12646) Avercamp                       | Hauptgürtel              |
| (8318) Averroes                        | Hauptgürtel              |
| (3580) Avery                           | Hauptgürtel              |
| (31655) Averyclowes                    | Hauptgürtel              |
| (2755) Avicenna                        | Hauptgürtel              |
| (26503) Avicramer                      | Hauptgürtel              |
| (10011) Avidzba                        | Hauptgürtel              |
| (12161) Avienius                       | Hauptgürtel              |
| (9385) Avignon                         | Hauptgürtel              |
| (309706) Avila                         | Hauptgürtel              |
| (22627) Aviscardi                      | Hauptgürtel              |
| (12294) Avogadro                       | Hauptgürtel              |
| (8588) Avosetta                        | Hauptgürtel              |
| (19544) Avramkottke                    | Hauptgürtel              |
| (278609) Avrudenko                     | Hauptgürtel              |
| (3324) Avsyuk                          | Hauptgürtel              |
| (5399) Awa                             | Hauptgürtel              |
| (3380) Awaji                           | Hauptgürtel              |
| (9967) Awanoyumi                       | Hauptgürtel              |
| (13039) Awashima                       | Hauptgürtel              |
| (19386) Axelcronstedt                  | Hauptgürtel              |
| (31980) Axelfeldmann                   | Hauptgürtel              |
| (15924) Axelmartin                     | Hauptgürtel              |
| (12850) Axelmunthe                     | Hauptgürtel              |
| (5097) Axford                          | Hauptgürtel              |
| (4641) Ayako                           | Hauptgürtel              |
| (372024) Ayapani                       | Hauptgürtel              |
| (3994) Ayashi                          | Hauptgürtel              |
| (16503) Ayato                          | Hauptgürtel              |
| (434453) Ayerdhal                      | Hauptgürtel              |
| (25154) Ayers                          | Hauptgürtel              |
| (10895) Aynrand                        | Hauptgürtel              |
| (24154) Ayonsen                        | Hauptgürtel              |
| (25212) Ayushgupta                     | Hauptgürtel              |
| (18749) Ayyubguliev                    | Hauptgürtel              |
| (3290) Azabu                           | Hauptgürtel              |
| (1056) Azalea                          | Hauptgürtel              |
| (2698) Azerbajdzhan                    | Hauptgürtel              |
| (29362) Azumakofuzi                    | Hauptgürtel              |
| (8723) Azumayama                       | Hauptgürtel              |
| (6933) Azumayasan                      | Hauptgürtel              |
| (7851) Azumino                         | Hauptgürtel              |
| (8713) Azusa                           | Hauptgürtel              |
| (27918) Azusagawa                      | Hauptgürtel              |
| (95593) Azusienis                      | Hauptgürtel              |
| (12358) Azzurra                        | Hauptgürtel              |